# サーフサイド・コンドミニアム崩落事故

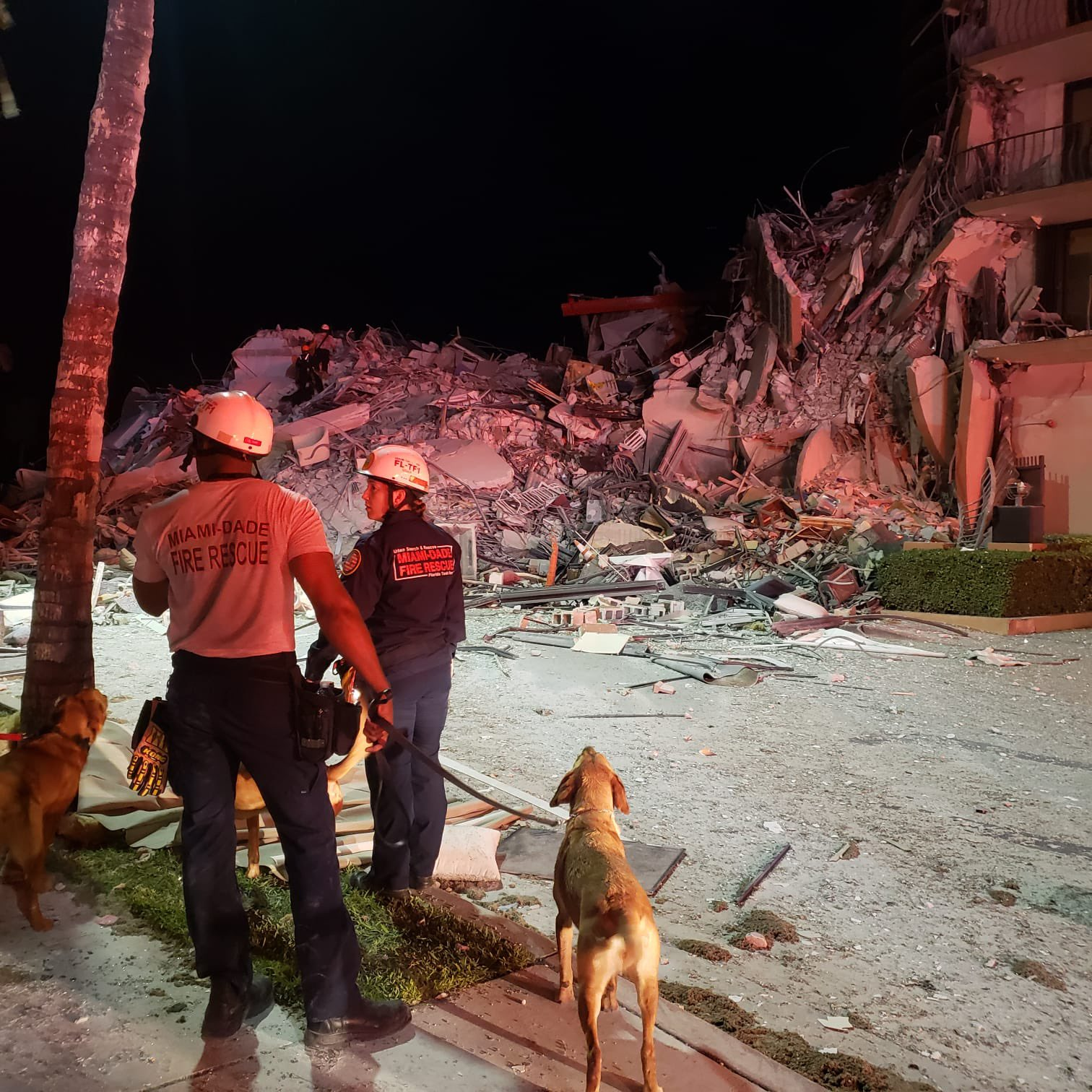
救助犬を伴い、生存者を探す人々

サーフサイド・コンドミニアム崩落事故（サーフサイド・コンドミニアムほうらくじこ、英語: Surfside condominium building collapse）は2021年6月24日にアメリカ合衆国フロリダ州マイアミ近郊のサーフサイドで12階建てのコンドミニアム「チャンプレイン・タワーズ・サウス」が崩落した事故である。
7月4日に残存していた部分が爆破解体され、7月7日に生存を前提とする救助活動が終了し、7月24日に捜索が終了された。最終的に98人が死亡し、11人が負傷した。
倒壊時の動画がアップロードされたことから、世界中のマスコミで放映されて注目された。

## 背景

建物の崩落過程を大まかに再現したもの

1981年に建設されたチャンプレイン・タワーズ・サウスは、ユダヤ人と南米出身の移民コミュニティーの間に位置していた。マイアミ・デイド郡のコミッショナーであるサリー・ヘイマンは同コンドミニアムには居住者だけでなく、「スノーバード」と呼ばれる季節滞在者や観光客も利用していたとしている。
また、現場近くのマイアミビーチは外国人観光客も新型コロナウイルスのワクチンを接種できると評判であり、朝日新聞は近隣住民の話として、南米からの来訪者が増えていたことを取り上げている。